# Йохан Готлиб Георги
Йохан Готлиб Георги (на немски: Johann Gottlieb Georgi; на руски: Иоганн Готлиб (Йоханн Готтлиб, Иван Иванович) Георги) е германски медик, химик, натуралист, етнограф, пътешественик-изследовател, професор по минералогия и академик от Руската имперска академия на науките и художествата.

## Биография

### Произход и образование (1729 – 1769)
Роден е на 31 декември 1729 г. в селцето Ваххолцхаген, окръг Грайфенберг, Померания (сега провинция Бранденбург, Германия) в семейство на свещеник. Начално образование получава вкъщи, завършва общообразователното училище в Щетин и след завършването му заминава за Швеция, където изучава медицина в Университета в Упсала, от който получава докторска степен по медицина. След дипломирането си се завръща в Померания и няколко години се занимава с фармация в град Стендал (Щендал, в германската област Саксония-Анхалт).

### Изследвания в Русия (1769 – 1775)
През 1769 г. е поканен от Руската имперска академия на науките да участва в академична експедиция за изучаване на Европейска Русия и Сибир. От 1770 до 1774 година изследва югоизточната им част, през 1770 – Оренбургския край, Общ Сърт (405 м) и Прикаспийските степи, през 1771 – Алтай, през 1772 – 1773 – Задбайкалието и съставя карта на езерото Байкал в мащаб 10 версти на дюйм (1:420000), като пръв изказва предположението за тектонския му произход, през 1773 – Урал.
През лятото на 1772 г. той описва над 900 км от крайбрежието на Байкал: от устието на река Бугулдейка (106° 03` и.д.) до устието на река Горна Ангара (на руски: Верхняя Ангара - различна от река Ангара) и оттам – вече по източното крайбрежие на езерото – до устието на река Селенга. Оттам се връща до устието на река Баргузин (109° и.д.), изкачва се по реката до 110°, завива на изток, преминава през горния басейн на река Иня (ляв приток на Баргузин), пресича Икатския хребет и достига до река Кидимит, от басейна на река Витим. Добира се до Витим, откъдето продължава на север по Витимското плато, отново пресича Икатския хребет и се завръща в долината на река Баргузин. През есента се добира до устието на Селенга и през град Чита достига до Нерчинския край, където изследва забайкалските рудни находища.
През пролетта и лятото на 1773 г. изследва реките Исет (638 км, ляв приток на Тобол) и Чусовая (735 км), а след това около 800 км от западните склонове на Урал до Оренбург. Изследва и западната част на възвишението Общ Сърт, река Узен (650 км), река Голям Иргиз (675 км) и част от река Волга до Астрахан.
През февруари и март 1774 г. се изкачва по Волга до Казан, а след това до Ярославл. Изследва река Унжа (550 км, приток на Волга) и Чухломското езеро (ок. 50 км2). По-късно същата година, изследва Галичкото езеро (75 км2), Галичко-Чухломската равнина, езерото Неро (Ростовско, 52 км2) и езерото Плещеево (Переславское, 50 км2) и през есента на 1774 г. се завръща в Санкт Петербург.
По време на своето 4-годишно пътешествие Георги събира огромно количество научни сведения за природата, ландшафта, полезните изкопаеми, климата и народите на Западен Сибир, прави множество портретни и пейзажни картини. През 1775 г. започва да ги издава във вид на списание. По-късно от 1776 г. до 1780 г. от събраните материали от него и от другите участници в „академичните“ експедиции издава голям труд „Beschreibung aller Nationen des Russischen Reichs, ihrer Lebensart, Religion, Gebräuche, Wohnungen, Kleidung und übrigen Merckwürdigkeiten St.“ Petersburg, 1776 – 1780 („Описание всех в Российском государстве обитающих народов, также их житейских обрядов, вер, обыкновенный, жилищ, одежд и прочих достопамятностей“ /ч. 1 – 3, 1776 – 77/).

### Академична кариера и смърт (1776 – 1802)
През 1776 г. Йохан Готлиб Георги е назначен за професор по химия в Академията на науките. От 1781 г. завежда академичната химическа лаборатория. Занимава се с медицинска практика и се счита за един от най-добрите медици по това време в Санкт Петербург. През 1783 г. е избран за академик в катедрата по химия. През тези години Георги прави интересно описание на флората на Петербургска губерния и първо фундаментално описание на самия град „Описание российско-императорского столичного города Санкт-Петербурга и достопримечательностей в окресностях оного, с планам“, което излиза на немски език през 1790 г. и е преведено на руски през 1794 г.
Умира на 27 октомври 1802 година (стар стил) в Санкт Петербург на 72-годишна възраст.

## Трудове
- Bemerkungen einer Reise im Russischen Reich im Jahre 1772. St. Petersburg 1775; Auszüge daraus: Merkwürdigkeiten verschiedener unbekannten Völker des russischen Reichs. Frankfurt und Leipzig, 1777
- Geographisch-physikalische und naturhistorische Beschreibung des Russischen Reichs / zur Uebersicht bisheriger Kenntnisse von demselben. Nicolovius, Königsberg, erschienen in 6 Bänden von 1797 bis 1802. Nachdruck: Hansebooks, 2017, ISBN 978-3-7434-4092-0.
- Beschreibung aller Nationen des Russischen Reichs, ihrer Lebensart, Religion, Gebräuche, Wohnungen, Kleidung und übrigen Merckwürdigkeiten. C.W. Müller, St. Petersburg, 1776–1780